# Антонінський район
Антонинський район (Антонінський район; рос. Антонинский район) — адміністративно-територіальна одиниця Радянського Союзу, в складі УРСР. Існувала з 1923 по 1962 роки. Адміністративний центр — село (з 1956 року — смт) Антонини. Площа району становила 1167 км² в 1931 році, 563 км² в 1935. Населення — 101309 (на 1.01.1931, в кордонах на кінець 1931 року), 50243 (1935, в кордонах на кінець 1935 року), 42070 (за переписом 15.01.1959, в кордонах 1960 року).

## Історія
За часів Російської імперії територія району входила до Ізяславського повіту Волинської губернії. З розпадом імперії і створенням СРСР повіти та волості були ліквідовані, запроваджено поділ на округи та райони.
Згідно з постановою ВУЦВК від 7 березня 1923 року був затверджений поділ республіки на округи та райони. Антонінська, Новосільська і Тернавська волості Ізяславського повіту утворили Антонинський район, який увійшов до Шепетівському округу Волинської губернії.
З 1 серпня 1925 року губернії були ліквідовані. Округи були підпорядковані безпосередньо республіці.
13 червня 1930 року Шепетівська округа була ліквідована, а її територія ввійшла до Бердичівської округи. З 15 вересня 1930 року округи ліквідовані, район перейшов у республіканське підпорядкування.
3 лютого 1931 року проведено укрупнення районів, до Антонинського району приєднана територія ліквідованого Красилівського району.
27 лютого 1932 року Антонинський район увійшов до новоствореної Вінницької області.
13 лютого 1935 року 26 сільрад Антонинського району відійшли до відновленого Красилівського району, Волиця-Польовська та Шарлаївська сільради відійшли до Теофіпольського району, при цьому від Теофіпольського приєднана Севруцька сільрада.
1 квітня 1935 року в області утворено 4 округи, район ввійшов до Шепетівського округу.
22 вересня 1937 року Антонинський район увійшов до новоствореної Кам'янець-Подільської області, при цьому округи були ліквідовані.
Під час німецької окупації у 1941–1944 роках район входив до Антонінської округи.
4 лютого 1954 року Кам'янець-Подільська область була перейменована на Хмельницьку.
1956 року Антонинам надано статус смт.
23 вересня 1959 року внаслідок укрупнення районів до Антонинського району була приєднана частина Базалійського району.
30 грудня 1962 року Антонинський район був скасований, його територія ввійшла до Красилівського та Ізяславського.

## Ради і населені пункти
Станом на 1 вересня 1946 року до складу району входила 28 сільських рад, яким підпорядковувалися 48 сільських населених пунктів:
| Антонинська с. Антонини Бейзимська с. Бейзими с. Даньківці х. Григорівка Васьківщицька с. Васьківчики с. Зелена Великосалиська с. Велика Салиха с. Долинівці (кол. Підлящики) с. Мала Салиха Великомедведівська с. Велика Медведівка с. Красівка х. Володимирівка х. Залісся Великопузирківська с. Великі Пузирки с. Мала Медведівка с. Свириди х. Тарасівка Великоюначківська с. Великі Юначки с. Малі Юначки Гриценківська с. Гриценки Закриницька с. Закриниччя Ключівська (кол. Мазепинська) с. Ключівка (кол. Мазепинці) Кременчуківська (центр — с. Волиця) с. Волиця (центр сільради; кол. Волиця Татарська) с. Кременчуки Криворудська с. Криворудка х. Нова Криворудка | Кропивнянська с. Кропивна Кучманівська с. Кучманівка с. Трусилівка Ледянська с. Ледянка Малопузирківська с. Малі Пузирки с. Федорівка Медцівська с. Медці Новосілька с. Нове Село Орлинецька с. Орлинці Рублянська с. Рублянка Сахновецька с. Сахнівці Севрюківська с. Решнівка с. Севрюки х. Журавлівка Сморшківська с. Сморшки Сохужинецька с. Сохужинці Терешківська с. Маленки с. Терешки х. Будьоннівка Тернавська с. Тернавка Христівська с. Христівка Якимовецька с. Тріски с. Якимівці |